# وندهو (تا آتول)
وندهو (تا آتول) (به لاتین: Vandhoo (Thaa Atoll)) یک جزیره در مالدیو است.

## خصوصیات
وندهو ۳۸۸ نفر جمعیت دارد.